# Dragelji
Dragelji (szerbül: Драгељи), falu Gradiška községben, Bosznia-Hercegovinában, Bosanska krajina területén, a Szerb Köztársaságban. 

## Fekvése
Bosznia-Hercegovina északi részén, Banja Lukától légvonalban 32, közúton 51 km-re északra, községközpontjától légvonalban 11, közúton 13 km-re délnyugatra, a Kozara-hegységtől keletre, 105-183 méteres magasságban, a Lubina-folyó jobb partján elterülő dombvidéken fekszik. Több, kis településből áll.

## Népessége
| Nemzetiségi csoport | Népesség 1991 | Népesség 2013 |
| ------------------- | ------------- | ------------- |
| Szerb               | 207           | 134           |
| Bosnyák             | 0             | 0             |
| Horvát              | 0             | 0             |
| Jugoszláv           | 16            | 0             |
| Egyéb               | 12            | 1             |
| Összesen            | 235           | 135           |

## Története
A falu középkori létezéséről tanúskodhatott az a glagolita felirat, melyet 1920-ban találtak itt, és amelynek később nyoma veszett.
A település területe 1878-ig tartozott az Oszmán Birodalomhoz, ekkor a berlini kongresszus határozata alapján az Osztrák-Magyar Monarchia része lett. 1879-ben az első osztrák-magyar népszámlálás során a Berbir községhez tartozó településnek 37 háztartása és 200 ortodox szerb lakosa volt. 1910-ben a Bosanska Gradiškai járáshoz tartozó községnek 79 háztartást és 449 ortodox szerb lakost találtak.
A monarchia szétesésével 1918-ban előbb a Szerb-Horvát-Szlovén Királyság, majd 1929-től a Jugoszláv Királyság része. 1921-ben a falunak 80 háztartása és 406 lakosa volt. Jugoszlávia megszállása után a település a Független Horvát Állam (NDH) része lett. 1943. szeptember 10-én az usztasák 46 helyi lakost mészároltak le a faluban, közülük 21 gyerek és 19 nő volt. A falu 1945-től a szocialista Jugoszlávia része volt. A boszniai háború idején a település a Boszniai Szerb Köztársaság része volt. A daytoni békeszerződést követő területfelosztásnál a település Bosanska Gradiška község részeként a Szerb Köztársaság területéhez került.

## Nevezetességei
- Szent Petka tiszteletére szentelt pravoszláv temploma.

- 1920-ban a faluban egy középkori glagolita (valószínűleg kőbe vésett) feliratot találtak, melyet Zágrábba küldtek, ahol aztán nyoma veszett.[4]